# 蜂ヶ峯総合公園
蜂ヶ峯総合公園（はちがみねそうごうこうえん）は、山口県玖珂郡和木町にある都市公園（総合公園）である。
バラ園や、ミニ動物園、巨大すべり台などの遊具、アスレチック、テニスコート、キャンプ場などの施設を有する。

## 歴史
- 1979年（昭和54年）：開発スタート
- 1987年（昭和62年）：完成・オープン
- 1990年（平成2年）：バラ園がオープン
- 1991年（平成3年）：ミニSL運転開始
- 1992年（平成4年）：ローラーすべり台がオープン

## 主な施設

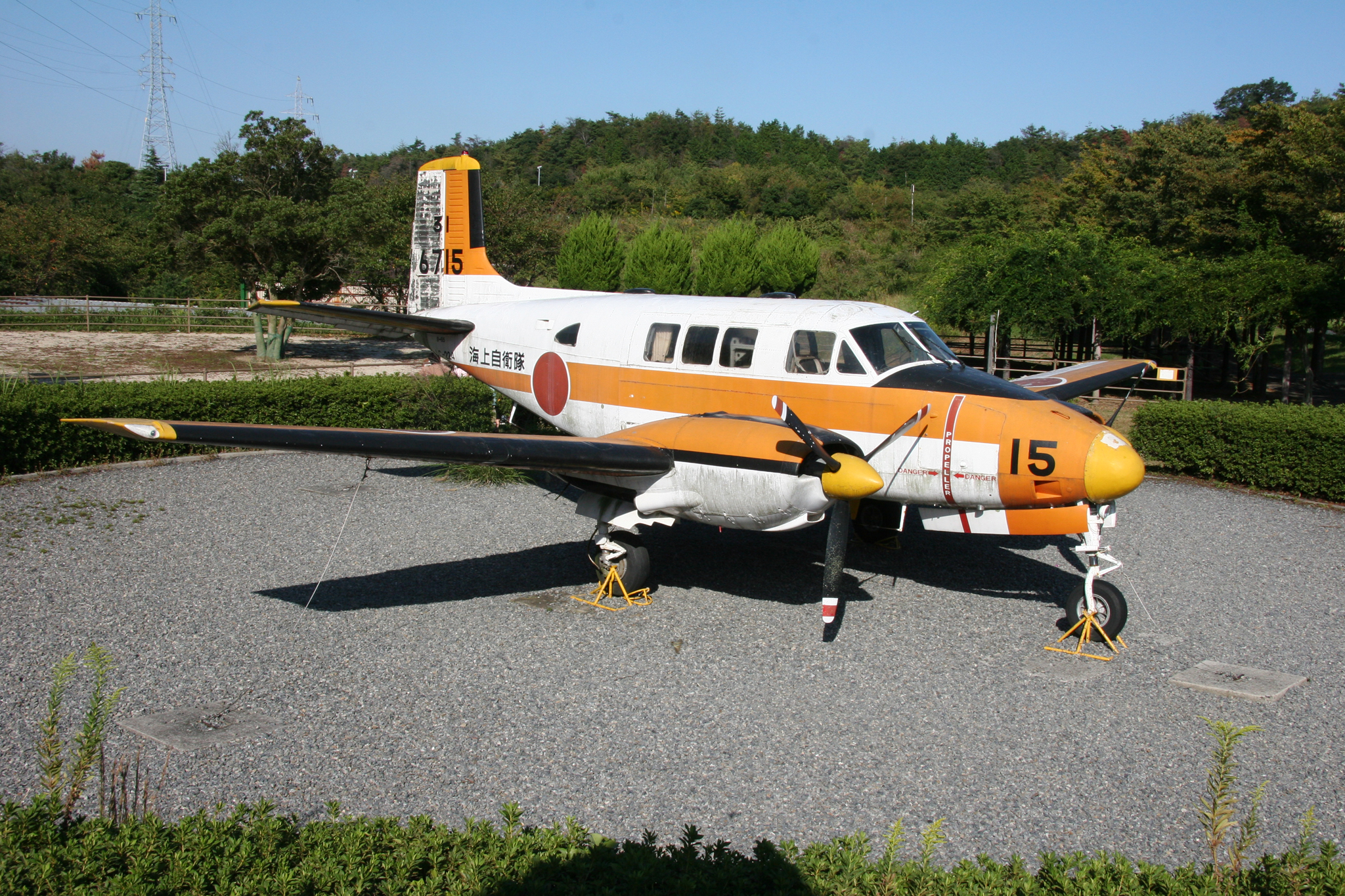
展示されている自衛隊機B-65
(2007.10.6撮影)

有料施設
- グラウンド

150mx100mの多目的グラウンド。
- テニスコート

全天候型4面、クレーコート2面。
- 冒険の森（アスレチック）

チェックポイント数26。
- 弓道場
- ローラーすべり台

全長255mの大型すべり台。リフトカーで54m登り、滑る。
- キャンプ場
- ミニSLやまびこ号

3両編成42人乗りで、一周744m。
- 観覧車

高さ32.65m、直径26m、4人乗りゴンドラが12基で一周7分。
- バッテリーカー
- 蜂ヶ峯ゴルフガーデン

ゴルフ練習場。
- 蜂ヶ峯パットゴルフ

3コース54ホール。
無料施設
- バラ園

140種、3500本のバラが植栽されている。
- 恐竜の森

実物大の恐竜模型が屋外に展示されている。音が出たり光ったりするものもある。
- 飛行機展示

B-65が屋外に展示されている。柵などはないが乗ることは出来ない。
- ポニー

休日には乗馬イベントもある。
- ミニ動物園

サルやウサギ、孔雀などがいる。
- 歴史資料館
- 民俗資料館
- 子ども広場

すべり台・ブランコなどの遊具がある。
- 花見山

数種の桜が植栽されている。
- スケートボード場

## 有料施設の利用時間
- 年末年始休業
- 営業時間：9:00-19:00（5-8月）、9:00-17:00（9-4月）

※ ミニSL・観覧車は土日祝と春休み・冬休みのみ運行

## アクセス
- 山陽自動車道岩国ICから車で約35分
- 山陽自動車道大竹ICから車で約20分
- 山陽本線和木駅よりコミュニティバス
- 大竹駅から車で約15分

## 周辺
- 和木ゴルフ倶楽部